# Gópakamoggallána-szutta
A Gópakamoggallána-szutta (páli: Gopaka-moggallāna Sutta) a buddhizmus théraváda irányzatának egyik szövege, a hármas felosztású páli kánon, Szutta-pitaka (prédikációk kosara), Maddzshima-nikája, azaz a közép-hosszú párbeszédek gyűjteményének a 108. szuttája (szanszkrit nyelven szútra), amely a történelmi Buddha legvégső ellobbanása (halála) után keletkezett, feltehetően az első buddhista tanácskozás környékén. A Páli Szöveg Társaság által használatos rövidítése MN 108. Magyar nyelvre először Ripcse Judit fordította 2010-ben Moggallána, a felügyelő tiszt címen.

## Szereplők
- Gópaka Moggallána: Jóformán semmi nem ismert Gópaka Moggallána életéről. A buddhista szövegekből csupán annyit tudni, hogy Gópaka Moggallána egy bráhmin felügyelő tiszt volt Magadha királyságban, Rádzsagaha (ma Rádzsgír) városban, egy háborúktól zajos, politikailag bizonytalan időszakban, röviddel a Buddha halála után. Gópaka Moggallánát azzal bízták meg, hogy erősítse meg a város biztonságát.[2] Az akkori király, Adzsátaszattu Védéhiputta,arra gyanakodott, hogy városát meg akarja támadni a félelmetes hírben álló Paddzsóta, Avanti királya. Gópaka Moggallána egyetlen kérdést tesz fel Ánandának, amelyet kétszer is feltesz neki: a szútta elején és a legvégén.
- Ánanda: a Buddha egyik leghűbb tanítványa volt, akinek a legkiválóbb volt mind közül a memóriája. Ánanda volt a szutták legkiválóbb recitálója. Vele kapcsolatban azt az érdekességet szokták még említeni, hogy csupán az buddhista tanácskozás előtti éjszaka érte el a megvilágosodást, ami azért volt fontos, mert anélkül nem vehetett volna részt a tanácskozáson.
- Vasszakára: brahmin, Magadha főminisztere, aki korábban maga is ellátogatott a Buddhához. A kettejük párbeszédét az AN 4.35 szutta tartalmazza.[3] Adzsátaszattu javaslatára Vasszakara felkereste Buddhát, hogy közvetve felfedezze, van-e esély arra, hogy Adzsátaszattu meghódítsa a vaddzsikat csatában. Buddha azt felelte, hogy mindaddig, amíg a vaddzsik gyakorolják a jólét hét feltételét, inkább gyarapodnak, mint hanyatlanak. Ebből szülte Vasszakara azt az ötletet, hogy a vaddzsik bukását előidézheti úgy, hogy belülről megbontja a közösségüket ármány alkalmazásával. Ez sikerült is neki, hiszen három év alatt a Liccshavisok teljesen szétváltak. Vasszakára segítségével Adzsátaszattunak anélkül sikerült elfoglalni Vaisáli városát, hogy ellenállásba ütközött volna.[4]
- Upananda: Magadha királyságban tábornok. Egy kérdést tesz fel neki Vasszakára, de ő nem válaszol rá, és a szutta teljes egészében nem szólal meg.

## Eseményszál
A szuttában Ánanda meglátogatja Gópaka Moggallánát az őrhelyén, aki szívélyesen fogadja a Buddha tanítványát, és ülőhellyel kínálja. Azt kérdezi Ánandától Gópaka Moggallána, hogy van-e akár csak egyetlen olyan szerzetes, aki birtokolja minden vonatkozásban mindazokat a tulajdonságokat, amelyeket a Buddha birtokolt, aki azt válaszolja erre, hogy nincs. Hozzáteszi, hogy a Buddha kijelölt egy ösvényt, amin a követői járnak, és amelynek segítségével a követői is később elérhetik a megvilágosodást. Ekkor érkezik meg Vasszakára, aki csatlakozik közéjük. Vasszakára azt kérdezi Ánandától, hogy a Buddha vagy a közösség (szangha) kijelölt-e bárkit utódjának, vagy vezetőnek, amire Ánanda azt feleli, hogy nem. Vasszakára erre azt kérdezi, hogy hogyan lehet a közösségben mégis egyetértés. Ánanda azt válaszolja, hogy a Dhamma, azaz a Buddha tanítása segíti az egyetértést, az a közösség menedéke. Ez arra vonatkozik, hogy a Buddha még a halála előtt világosan lefektette a közösség számára a szabályokat (lásd: prátimoksa, vinaja, Buddhista szerzetesség). Ezután Ánanda feltárja Vasszakára és Gópaka Moggallána előtt a tíz bizalmat keltő tulajdonságot, amely alapján eldől, hogy kit tisztel a közösség:
1. tökéletesen érti és követi a szerzetesi élet szabályait (vinaja),
2. tökéletesen megtanulta, megjegyezte, elsajátította, megvizsgálta a tanításokat,
3. elégedett ruhájával, alamizsnájával, szálláshelyével és gyógyszereivel,
4. a négy dzshána, vagy elmélyedés kiváló művelője,
5. természetfeletti képességei vannak, például képes: megsokszorozódni, feltűnni és eltűnni, átkelni falakon, hegyeken, vízen járni, repülni, stb.,
6. hallja az emberi és az isteni hangot egyaránt,
7. képes más lények tudatát olvasni,
8. képes emlékezni világkorszakokon át előző életeire,
9. látja és érti a különböző lények karmáját,
10. Közvetlen tudás által itt és most megtapasztalva belép a tudat megszabadulásába és a megértés általi megszabadulásba, amely a befolyások elpusztítása által mentes a befolyásoktól, és ott időzik.

Ezt követően szólítják meg Upanandát, akinek a jelenlétéről azelőtt a szöveg nem tett említést. Kérdést tesz fel neki Vasszakara, de ő nem szólal meg ekkor sem, és az egész szuttában nem is beszél. Ezután egy rövid illedelmes kölcsönös tisztelgés után Vasszakara elmeséli Ánandának, hogy korábban ő már járt a Buddhánál. Arra kéri Ánandát, hogy mesélje el, hogy mely meditációkat magasztalt, és melyeket ítélt el a Buddha. Ánanda elmesélte neki az öt akadályt: érzéki vágy, rosszindulat, tompaság, nyugtalanság, kétely. Az üdvös meditációkat ezzel szemben a négy elmélyedéssel jellemezte. A választ megköszönte Vasszakára, majd sok elfoglaltságára hivatkozva távozott.
A szutta legvégén Gópaka Moggallána ismét felteszi Ánandának a kérdését, aki ismét megválaszolja azt.

## Hasonló nevek a páli kánonban
Gópaka Moggallána nem tévesztendő össze más, hasonló nevű személlyel, akik a páli kánonban szerepelnek. Például a Buddha egyik jeles követője Mahámoggallána, illetve egy bizonyos Ganaka Moggallána is más személy voltak.

## Fordítások magyarul
- a-buddha-ujja.hu, MN 108 Gopaka-moggallāna Sutta, Moggallána, a felügyelő tiszt, fordította: Ripcse Judit